# اروالا
اروالا (به عربی: أروالا) یک منطقهٔ مسکونی در سودان است که در دارفور غربی واقع شده‌است.